# Schafkopf-Sprache
Die Schafkopf-Sprache bezeichnet eine Vielzahl von Sonderausdrücken, die hauptsächlich beim Kartenspiel Schafkopf angewendet werden. Diese sind für Außenstehende meist nicht verständlich. Oftmals werden assoziative bis derbe Begriffe verwendet. Meckern, schimpfen und granteln gehören zum Schafkopfspiel und sind gewissermaßen das Salz in der Suppe. Im folgenden einige übliche Redewendungen.
Notiz zur Aussprache: Die hier aufgeführten Ausdrücke werden überwiegend in der Transkription der altbairischen Mundart wiedergegeben, wiewohl die gängigsten Begriffe natürlich über ganz Bayern verbreitet und somit auch im ostfränkischen, schwäbischen und hessischen (Aschaffenburg, Odenwald) Dialektkontinuum zu finden sind. Regionale Spezialitäten werden als solche ausgewiesen.

## Kartennamen

### Eigennamen der Ober und Unter
| Deutsch         | Schafkopf-Sprache |
| --------------- | --- |
| Eichel-Ober     | der Alte (bairisch da Oide), der, den keiner kann, der is hoch, des is ned da Gleansde (fränkisch für: „das ist nicht der Kleinste“), der höchste in Bayern, der Josef                                                                                              |
| Gras/Grün-Ober  | der Blaue, Grüne, des Peterl(e), der Schinder-Hansl, der Jäger, der Laubige, der Biber, der Trommler |
| Herz-Ober       | der Rote, der Roude,/Raouder/Raoude, Herzer, Fuchs, Lump, Bremser-Dirk (verhindert drei Laufende), Erdbeer-Schorsch, Bardolio (Aschaffenburger Region), Schindahans (Niederbayern)                                                                                  |
| Schell(e)n-Ober | der Runde, der Bugl, der Schiache (der Häßliche), (Schelln-)Buckel(ige), Mehlhaans, Glöbberer, Gelbe, Braune, Bunte, der Schlamberde (fränkisch für: „der Schlampige“), Scheißer, der Nie-Stach, die späte Bremse (verhindert gerade nicht mehr die drei Laufenden) |
| Eichel-Unter    | der Alte Unter (bairisch da Oide unda), der Wensel, der Junge (anlehnend an den Eichel-Ober) |
| Gras/Grün-Unter | der blaue Unter, der Pfeiffer, der Vize |
| Herz-Unter      | Dritter |
| Schellen-Unter  | kleinster Unter |

### Eigennamen der Asse bzw. Säue
| Deutsch     | Schafkopf-Sprache |
| ----------- | --- |
| Eichel-As   | Eichel-Sau, Alt-Sau, die Alte (bairisch de Oide), die 1, die Waldschnepfe, Waldsau, Haus-Sau, poetisch: De oide dreibt de Buam zam, "dahoam liagts/liegt's", mit da Oidn geht’s aufs Waldfest, Oide mach an Buckl, Gattin, Alte Liebe rostet nicht, auf Alte raus mit Matz, mit da Oidn bist guat ghoitn, alte ramsige Eischel, mit da Oidn is ka Sünd, d’Mama, „I spiel mit der dahoim“ (Allgäu), die Rotbusch-Fotzn (Bezug auf Eichhörnchen, Oberfranken), "wenn I heimgeh" |
| Gras-As     | Gras-Sau, Gros-Sau, Grün-Sau, die Grüne, Blau-Sau, die Blaue, alte Frau Landrat, Gärtnerin, d’Blue Mary Lu, Mary Blue, Blue-Henna, Blue-Jeans, die Blausäure, Gras-Hupfe, Förster-Christl, die 2, Bäckerwam, Dolores, Adria, das Blumenstöckerl, Stadtparkliesl, Cordon Bleu (Auf die Cordon), Donau, Mannschaft (Anlehnung an den TSV 1860 München), Abdellaoue (Verballhornung von „Auf die Blaue“), Bsufferne, Salat-Bärbel, Frau Förster, Försterin/Forstmeisterin (mit der Blauen, der Genauen/da wirst schauen, Blau-Sau is Hausau!, Wie ist der Mann? – Blau ist der Mann! usw.), mit der Blauen, der Genauen, mit der Mannschaftsaufstellung (Anlehnung an die ehemalige Stadionzeitschrift des TSV 1860 München), Mo(o)ser-Julie |
| Herz-As     | (ohne spezielle Bezeichnung, da sie nicht gerufen werden kann), die Rote, Blut-Sau, als Trumpfschmiere manchmal ’s Pfund |
| Schellen-As | Schellen-Sau, die Runde, Kug(e)l, Kugelbauersophie, Kugelbauer-Theres -Theresia [Oberbayern], die 4, Bum(b)s, Pumps, Pumpe, Bumb(e)l, Pumpel, Bumskugel, Bucklerte, Hundsgfickte, Geldsau, Dümmste, Schlas(s), Benzin-Resi/Sau, Lump(-ate/-ige), Oberpumpelmoser, Schlechterne, Schellige, die wo die Bauern ’zammtreibt, der Sauhund (sowie eine Vielzahl sehr bildhafter Bezeichnungen wie z. B. de wo da Hund dromhockt, der Hund flackt drauf [Schwaben], Hundaufghockte [Oberbayern], Hund auf Sau [Aschaffenburg], Doggie, Bäber-/Odlmannsgwadschn [Mittelfranken]), Christbaumkugelsau, Schwanzeldrahtsaufi, Kuglbäurin, Hannes-Sau, Rapunzel, as Stodlfenster, die Firabechere                                                    |

### Einige andere Kartennamen
| Deutsch                                                                          | Schafkopf-Sprache                                                            |
| -------------------------------------------------------------------------------- | ---------------------------------------------------------------------------- |
| Asse, Saue, Däuser                                                               | Pfunde                                                                       |
| Zehner                                                                           | Eisenbahner, Schwellnhupfa                                                   |
| Neuner, Achter, Siebener (Spatzen auch Farbkarte beim Solo)                      | Spatzen, Nichtser, Lusch(e)n, Leere, Zwiebeln, Hupen, Faule, Deppen          |
| Asse und Zehner                                                                  | Schmier(age), Volle, Lange, Ganzer                                           |
| Ober (beim Wenz: Unter)                                                          | Bauern, Herren, Männer, Obretten, Speisenträger, Buckel, Haxn, Harte         |
| Unter (und Ober)                                                                 | Wenzen, Buam, Eichel-Unter = „Beisser“, Schellen-Unter = „Flying Her(r)mann“ |
| ein Ober oder Unter, der die Kette der Laufenden bei der Gegenpartei unterbricht | Bremser, Billigmacher, Zahlbremse, Laufbremse, Uhrenbremse (Allgäu)          |
| Eichel- und Grasober zusammen                                                    | Hochzeit                                                                     |
| Ass, Zehner (und König) derselben Farbe                                          | Einundzwanzig (Fünfundzwanzig)                                               |
| Karte der Farbe Eichel                                                           | Eichhorn, Euchl                                                              |
| Herz König                                                                       | Max(i) (Übernahme aus dem Kartenspiel „Wattn“)                               |
| Eichel Sieben                                                                    | Soacher, Spitz (Übernahme aus dem Kartenspiel „Wattn“)                       |
| Schellen Sieben                                                                  | Belle, Welle (Übernahme aus dem Kartenspiel „Wattn“)                         |
| Schellen Acht                                                                    | Senf, Oschboa, Bimbel                                                        |
| Ober und Unter in ununterbrochener Reihenfolge vom höchsten                      | Laufende, Haxen                                                              |

## Spielbezeichnungen
| Deutsch                 | Schafkopf-Sprache |
| ----------------------- | --- |
| keine Spielansage       | weg/weiter/weitweg (als Variation auch: Weiber), servus/tschüs, zua, ford (die tun was), wei-tout (weidu), im Stile einer Spielansage: „Ich habe ein weiter!“ oder „Ich bin weiter!“ (oft auch nur gestisch durch Abwinken angedeutet) |
| Spielansage             | „daad scho“ (so wie der aus „Tod in Venedig“), i spui, i daad (spuin) – ich würde (spielen), i(ch) würd’, i däs (Schwaben), Spülung, Spielung, Spieletto, Interesse (um eine Hochzeit zu akzeptieren), a Noudigs |
| Normalspiel             | Spelunkn, a Bisserler wos geht scho, a kloans, i kant, Spielzeug, i häd a Spüll, auf die (Bumbl, Blaue, Alde…) |
| mit der Eichel-Sau      | Oide, häif zoin! zur Not! (Oberfranken), Alte Hilf! Alte Liebe rostet nicht. mit der Alten geht's zum Waldfest. |
| Wenz                    | (ich spiele) Einen (zum Weinen), Wenn er gang, Wenz no scho gwonna wär, Wenn’s recht is’/nix ausmacht/nix kost/ned stört, AdWenz, Gustav (z. B. Gras Gustav), Wendo, Wendolin, Wenzlinger, Wenzeslaus, Stanislaus Wenzinger (Stani), Wenz saa mou (Mittelfranken), die Glannen („Kleinen“) stechen, Nur die Unter, Quendolin (Allgäu), Spiele Einen (Allgäu) |
| Geier, Jaacher (=Jäger) | Geiger, Giggärigie, Kerwas-Wenz, Nur die Ober |
| Solo                    | Silo, Sticht, bricht (z. B. „Herz bricht“), prügelt (z. B. „oache prügelt“) |
| Eichel-Solo             | Oache sticht, Oache fressn d’Sai, Eikkelen stekkelen, Eich hoid da Deifi (Teufel) |
| Gras-Solo               | Gras/Grün/Blau/Blatt sticht, A Grians in d’Suppm, Grünes Gras frisst der Has’, Grün/Blau scheißen die Gäns’ im Monat Mai/in Wien, Grün ist die Heide, Grün wie mein Haar, Wennst nei Brennnessl’n neilongst, Auf d’Fregatten |
| Herz-Solo               | Herz sticht, Herzlich lacht die Tante, ein herzliches (Allgäu), Herz im Leib verzage nicht |
| Schell(e)n-Solo         | Schell(e) sticht, Schellinski, Schellinski war ein Pole, Schelln für die Schnelln, Schella wiad’ Wella („Schellen wie die Wellen“), Wennst auf’n Baggn griggst, Schell’n zum verprell’n, A Schelln ko’st ham, Auf die Kugeln |
| Tout                    | A Karte oda a stückle Holz |
| Einverstanden           | basst, guat, gääht, dua zua, ’s Recht (oft auch nur gestisch durch Abwinken angedeutet) |
| Stoß                    | Schuss, Kontra, Spritze, mit Musik, mit Beilage, Pumpe, Touché(r), Bums, drauf ana, tsè, 25 Öre dagegen, Wichse, damit’s was kost’. da klatsch i da oine |
| Stock                   | Pott, Pinke, Henna/Henne |

## Sonstige Ausdrücke

### Einige „offizielle“ Ausdrücke
| Schafkopf-Sprache                                                               | Deutsch |
| ------------------------------------------------------------------------------- | --- |
| Abspatzen, oschbozn                                                             | sich einer Farbe freimachen dein kleinen Spatz wegwerfen, also die schlechteste Karte bei günstiger Gelegenheit loswerden        |
| Auf die Käffer/Dörfer, aufs Land                                                | Ankarten von Farben. |
| Augen                                                                           | Punkte |
| Ausspieler, erster Mann, auf eins                                               | der das Spiel eröffnende Mitspieler                                                                                              |
| Blatt                                                                           | genereller Ausdruck für die aktuellen Karten                                                                                     |
| Brunzkartler, Brunzkater, Brunsbuh, Brunskartler, Bieselbruder                  | Ersatzspieler, der einspringt, wenn ein Spieler auf die Toilette muss                                                            |
| Mittelhand, zweiter/dritter Mann, auf zwei/drei                                 | die hinter dem Ausspieler an Position 2 und 3 sitzenden Mitspieler                                                               |
| Hinterhand, letzter Mann, hinten                                                | der letzte hinter dem Ausspieler sitzende Mitspieler                                                                             |
| davonlaufen, davongehen, davonspielen, untendurch spielen, unterspielen, jodeln | Ausspielen der Ruffarbe „unter der Sau“ durch den Gerufenen, wenn dieser 4 oder 5 Karten der Ruffarbe besitzt                    |
| Fehlfarbe                                                                       | Farbe, die der Solospieler zusätzlich zu der als Trumpf bestimmten Farbe hat (außer As); die Farbe, die man selbst nicht besitzt |
| Gegenspieler                                                                    | Nichtspielerpartei |
| Hinterhand, letzter Mann, hinten                                                | der letzte hinter dem Ausspieler sitzende Mitspieler                                                                             |
| Kurzer Weg                                                                      | Spielmacher oder Gegenspieler sitzt direkt hinter dem Ausspieler                                                                 |
| Langer Weg                                                                      | Spielmacher oder Gegenspieler sitzt Hinterhand                                                                                   |
| Mitspieler                                                                      | Partner des Spielmachers |
| Mittelhand, zweiter/dritter Mann, auf zwei/drei                                 | die hinter dem Ausspieler an Position 2 und 3 sitzenden Mitspieler                                                               |
| Schmier                                                                         | Karte mit hohem Wert |
| schmieren, mach ihn/nan fett!                                                   | dem Partner hohe Augen (Asse und Zehner) zugeben                                                                                 |
| Schneider                                                                       | weniger als 30 (31 als Spieler) Punkte am Ende des Spiels                                                                        |
| schwarz                                                                         | keinen Stich gemacht haben |
| Spielmacher                                                                     | Spielansager |

### Verschiedenes
| Schafkopf-Sprache | Deutsch |
| --- | --- |
| Bauernsprechstunde/„Dan mir Wattn?“/Radfahrerei | (verbotene) verbale Spielbeeinflussung |
| Bauernsterben (is koa Verderben), Bauerntreffen, Bauernleich, Oberreiten, Gipfeltreffen | Zusammentreffen mehrerer Ober in einem Stich |
| Bei am Wenz/Geier kommen Ässe! | Nach einem Wenz/Geier meist angesagter Spruch, da der Einzelspieler beim Anspielen eines Asses des Gegners Farbe zugeben muss. |
| besetzt | zwei Karten einer Farbe besitzen |
| A Besn | Bezeichnung für unbespielbare Karten |
| Black Jack | das Spiel ist bzw. wird schwarz gewonnen |
| blank | nur eine Karte einer Farbe (oder nur einen Trumpf) besitzen |
| Buad | eine Runde beim Schafkopf |
| Buckel-Wenz | Bezeichnung für einen besonders aussichtslosen Wenz. Unabhängig davon, ob er letztlich doch gewonnen wird oder nicht. |
| Coburgern / Böhmisch Kartn / Böhmisch Rückwärts | Ein Spieler spielt entgegen der üblichen Spielweise z. B. bei einem Sauspiel und tut so, als ob er die Ruf-As hätte, obwohl er sie nicht hat und versucht dadurch die Gegner zu täuschen.                                                                                           |
| da hat si scho amoi einer totg’mischt/im Nachbardorf hams oam d’Karten aus de Händ’ operiert/neilich hams oan ausgrobn, der hod immerno gmischt/Ja bist den du aus Gebertsham?/glei fanger die Kartn as brenner a/in Chicago is der Mischerfriedhof! | Kommentar zu sehr ausführlichem Mischen |
| Da war der Schnee-Ober/Holz-Unter im Spiel! | Kommentar wenn ein eigentlich schon verloren geglaubtes Spiel doch noch gewonnen wird. Schnee-Ober bzw. Holz-Unter gelten dabei als mysteriöse Trümpfe, die eben nur bei besonderen Spielen auftreten.                                                                              |
| Dann ab zum Urologen!, Waschen! | Kommentar nach Ansage eines „Eichel sticht“ |
| Deppal-Klopfa / Kili-Klopfa | Bezeichnung für ein Legen/Klopfen, welches als unnötig oder taktisch unklug erachtet wird. |
| Der eine zieht, der andre schleift. / Der eine draht (dreht), der andre schleift (wie beim Messerschleifen) | Die zwei Partner während eines Rufspiels stehen früh fest und stechen abwechselnd, speziell auch durch abwechselndes Anspielen von Farben, die der Mitspieler frei ist, die aber durch die Feinde zugegeben werden müssen (oder mangels Trumpf nicht mehr gestochen werden können). |
| der fünfte Mann g’hört untern Tisch, dem Kiebitz ist kein Spiel zu teuer, du machst doch scho beim Zuaschaugn Fehler | Zuschauer haben ruhig zu sein |
| Des is für’s Volk! | Kommentar bei der eigenen Spielansage, um ausdrücken, dass man nicht stark ist. Wird manchmal auch zur Verwirrung genutzt. |
| die erstn Pflauma san madig/erster Gwinn macht Beidl dünn/erster Gwinn machts Sackl gring/ s erschde Gwenna ghert de henna | beschreibt die Erfahrung, dass der Gewinner am Beginn des Abends am Ende oft doch verliert |
| „Die geht/läuft!“ „Laufsau!“ | Kommentar, wenn beim Suchen der Sau diese sticht, d. h. – entgegen der Absicht des Suchers – nicht abgestochen wird |
| Drei und Schneider, scho geht’s weida! Vier und nicht, verziagt’s da ’s Gsicht! / Vier und nicht, ein Gedicht! | Kommentare zur Berechnung von drei Laufenden plus Schneider, bzw. von vier Laufenden und Schneider-Schwarz am Ende eines Spiels |
| durch | schwarz gespielt |
| Einmal hoch und einmal nieder ist der Arsch vom Onkel Frieder / Tante Frieda / Einmal groß, einmal klein, dann muss das Spiel gewonnen sein | Die zwei Partner während eines Rufspiels spielen abwechselnd einen hohen und einen niedrigen Trumpf aus. |
| Entsetzlich | Die gewonnene / verlorene Summe beträgt 1,60 Euro (Allgäu) |
| A Fred | Durchaus ambitionierter jedoch nicht zu gewinnender Wenz |
| gesperrt (sein) | Man hat ein gutes Rufblatt, jedoch keine Ruffarbe (= keine Farbe ohne As) |
| Griechisch-römische-Eröffnung | Mit dem ersten Zug die Mitspieler bewusst mit einer anderen Farbe in die Irre führen (Allgäu). |
| Grosn | Grün (Spielkartenfarbe) |
| größer werden’s von selber, mit die Gloana ziagt ma die Groß’n | Kommentar zum Ausspiel eines kleinen Trumpfs |
| Hand vom Sack, der Hafer ist schon verkauft! | Kommentar zum Spieler, der einen fremden Stich zu sich nehmen will |
| A Herz hod a jeder, und wer koans hod is a Lump, Hans oder Peter, (ein) Herz hat jeder | Aufforderung an den Gegner, gefälligst Herz zuzugeben, und nicht zu stechen (nur wenn Herz kein Trumpf ist) |
| Holzkirchner-Eröffnung | Der Spieler spielt, als ersten Spielzug wenn er selbst erster Mann ist, die Farbe der gesuchten Sau mit einem blanken Zehner an, was je nach Blatt ein großes Risiko darstellt |
| Host koa Messa? (hast du kein Messer?) | verzweifelte Frage an den Partner, der offenbar nicht stechen kann |
| A Hund, Ein Hund | Als Hund bezeichnet man ein Spiel, bei dem der Spieler schon vor Beginn weiß, dass ein sehr hohes Risiko besteht, dieses Spiel zu verlieren. |
| Kartn in ehrliche Händ / Immer der, der frogt | Antwort auf Frage „Wer muss geben“, wenn man dran ist |
| Keenich, Keni | König |
| An Keni leid’s, vier Aug’n sans a Schmierst ned viel und schmierst ned wenich – schmierst an Kenich! | Kommentar zum (halbherzigen) Schmieren eines Königs |
| Kindergeld (bitte bezahlen), Kindergelt nicht vergessen | Zusatztarif für laufende Ober |
| klopfen | verdoppeln des Spielwerts nach der ersten Hand statt abzuheben kann man klopfen. Der Klopfende darf die Reihenfolge und die Anzahl der zu gebenden Karten völlig frei bestimmen. Er legt außerdem eine Geldmünze als „Klopfer“ aus, der den Zählwert des Spiels verdoppelt.         |
| Klupp’ | eigentlich verbotenes Anzeigen, dass man eine Farbe frei ist |
| Koaddara | Kartenspieler, Kartenspiel |
| kurz vor’m Loch verreckt/verhungert, vor da Haustür/vorn Abort in d’Hosn gschissn/bieseld, Luft ausganga | äußerst knapp verloren |
| lang(e Farbe)/Fahne/Flöte/Fackel | mehr als 2 Karten einer Farbe besitzen (Gegensatz auch: Kurze Farbe) |
| laß die Toten ruhen/was liegt, ist tot/was de tisch gefress hot | abgeschlossene Stiche dürfen nicht mehr eingesehen werden |
| Legen | Verdoppelung des Zählwerts durch Herauslegen einer Münze nach Ansicht der Hälfte des Blatts |
| luarn | beobachten des Spielablaufs von außenstehenden Dritten bzw. beim Mischen in die Karten schauen |
| Ma muss die Stiche net machen, ma muss se nur machen könna | Aussage, wenn der Mitspieler bereits so hohe Trümpfe spielt, dass man seine hohen Trümpfe aufsparen kann. |
| Mit am Unter gehst need unter, a Unter fällt net nunder, so ein Unter tut ein/wirkt oft Wunder!, Der Unter macht’s munter!, Sau, König, Unter – konn koana drunter                                                                                   | Kommentar zum Ausspiel eines Unters |
| mit voller Hose kann jeder stinken/der hot die Händ’ voll Bratzn! | Kommentar zu besagtem Omablatt (s. o.) |
| Musik | Gegebenheiten, die den Zählwert des Spiels erhöhen, etwa Schneider, Schwarz oder Laufende, aber auch der Stoß |
| ned mehra ois’a wert is, kost neifurzn/hieschpotzn a, der glangt da niad! | Kommentar zum Einstechen mit einem kleinen Trumpf |
| nimma stecha | sich sicher sein, dass man alle Stiche macht |
| nur Zwiebeln/Soße etc. auf der Hand haben, a richtige Lett’n auf der Hand, lauter Mümmler gibst ma heit | ein schlechtes Blatt haben |
| ohne Alten net zu halten/ironisch: Stechts ’n zam; Antwort: Wart, i hoid glei as Messa/ironisch: I glaub den kann I, „Wer den sticht, kommt in d’Buid-Zeidung“, des san Waschl!                                                                      | Kommentar zum Einsatz des Eichel-Obers |
| Olympiastich | Stich mit 40 oder mehr Punkten |
| Omablatt/-spiel, totes Spiel, Gaberseeer, Stützstrumpf-Solo/-Wenz, Spiel mit der Bettkappen | sehr gutes Blatt bzw. unverlierbares Solo |
| Quod lux lux – was licht, licht/wos liggt, des bickt/was licht, bicht/Tisch hoat Recht | gespielte Karten dürfen nicht mehr zurückgenommen werden |
| Rennsau | Bezeichnung für das Farb-As, welches die angespielte Farbe sticht |
| Der Rote ist ein Hund | kommentiert die Tatsache, dass der Herz-Ober oft zu unmotiviertem Legen verleitet |
| Spiele Einen-Durch ohne Vier | Gepflegte Redensart aus dem Allgäu um die Gegner einzuschüchtern und bezüglich der Laufenden in die Irre zu führen. |
| schmieren | dem Partner hohe Augen (Asse und Zehner) zugeben; als Schmier können allerdings – richtig gesetzt! – alle möglichen Karten fungieren |
| Spatz | Einzelkarte in einer Farbe, oft die einzige Fehlkarte bei einem Alleinspiel |
| a Spritzn hast schneller wie a neue Mützn, g’spritz is glei | Versuch der Verunsicherung des Gegners vor der Spielansage |
| unten raus sein, draußen sein | Schneiderfrei sein |
| unterstellen | Unter dem ausgespielten Trumpf bleiben, also nicht stechen |
| vo jädm Hof an Hund, in jedm Dorf a Maibaam, von jeder Sau a Worscht von jedem Dreck ein Muster, von jedem Dorf einen Hund | auf keiner Farbe frei sein |
| was ma ko, soll ma do; Trumpf wegschmeißn und ned stechn is a Sünd’, den hau i oba vom Moped, der sticht a grod oamoi, des is mei Jüngster! | Kommentar zu einem (teuren) Trumpfstich |
| wasch dir d’Händ/de Finger!, du host doch an toten Vogel in der Daschn!, wasch da mal dei Händ’, host du gstopft?! Wasch da amal d'Händ | Beschwerde an den Kartengeber, wenn das Blatt schlecht ist |
| Wurmannsquick, Weinzierlein, Rosenheim, Seckmauern, Detter, Laibarös, Schmerb, Uetzing, Hoppachshof, Zdummzumbrunznbrunn, Handthal, Hinterschoaßbislbach usw.                                                                                        | Standorte fiktiver Schafkopf-Akademien („da muasst amal an Kurs belegen“, „Ab nach Uetzing in die Kartschule!“) |
| Zange, Gewehre zum Rathaus, Gemma, d’Schling aufbaut | man sitzt Hinterhand und macht die letzten Stiche |
| Z’gloa sans glei | Kommentar zum Stechen eines Trumpfs |
| zumachen (der macht’s zu usw.) | 61 (bzw. 60) Augen erreichen |
| zwiebeln (neizwiebeln usw.), sieben (acht, neun) Augen für Kenner | keine Punkte (Neuner, Achter, Siebener) zugeben |